# IC 4663
IC 4663 – mgławica planetarna znajdująca się w gwiazdozbiorze Skorpiona. Odkryła ją Williamina Fleming w 1901 roku. Mgławica ta jest oddalona o około 11,3 tysiąca lat świetlnych od Ziemi. Powiększa się z prędkością około 30 km/s.
W centrum mgławicy znajduje się gwiazda typu Wolfa-Rayeta o typie widmowym WN, około 4000 razy jaśniejsza od Słońca. Jej temperatura szacowana jest na 140±20 tys. K, zaś promień wynosi około 0,11 R☉.